# Бордовска чорба
Бордовска чорба је први препарат у заштити биља, и представља прелаз из традиционалне пољопривреде у интезивни начин гајења биљака. Посебно је значајна за воћарску производњу где јој је и највећа примена. Бордовска чорба је откривена у Француској покрајини Бордо, познатој по узгоју винове лозе. Како су се повећавали засади винове лозе повећавала се и опасност од појаве биљних болести које су драстично смањивале већ мале приносе. Развојем биологије се дошло до закључка да биљне болести изазивају углавном гљивице што је био случај и у покрајини Бордо. Испитивањем се дошло до закључка да бакар утиче на заустављање раста гљивица или пак на њихово уништавање; па се тако развила бордовска чорба.
Бордовска чорба се добија мешањем бакар(II) сулфата и калцијум-хидроксида (креча).

## Пламењача
Пламењача је гљивично обољење карактеристично за воћарско-виноградарску, али и за ратарско-повртарску производњу. Карактерише је спржен изглед листа као да је ватром опечен, и јавља се искључиво на листу. Са развојем обољења се смањује лисна површина а самим тим и површина активна у фотосинтези. Како се сањује лисна површина, тако долази до одбацивања плода или до потпуног сушења биљке.
Пламењача је једна од најраспрострањенијих болести и умногоме утиче на приносе, па се зато велики значај придодаје сузбијању ове болести.

## Припрема препарата
Пре развоја савремене хемијске индустрије за производњну препарата за заштиту биља, бордовска чорба се справљала тако што су се куповале појединачне компоненте и мешале пред непосредну употребу. С једне стране је ово било добро, јер у оваквим смешама је могуће прилагођавати концетрацију према јачини обољења; са друге стране, недовољно обучени људи за справљање чорбе често стављају већу концетрацију од максималне дозвољене.
Бордовска чорба се прави тако сто се у 1кг плавог камена додаје 400гр негашеног или 1,2кг гашеног креча и меша се са водом (50-70 л.). Чорба треба да буде неутрална, до благо алкална, што се проверава лакмус папиром у току сипања кречног млека. Оног момента када плави лакмусов папир поцрвени, чорба је спремна за употребу. Треба је искористити исти дан, јер иначе губи употребљивост. Да би већа количина чорбе остала употребљива можемо на 100л чорбе додати 1л млека или 100гр шећера и тако сачувати њену употребљивост.
Бордовска чорба има висок степен заштите биљака од болести типа: пламењаче, лисне пегавости, антракнозе, рак рана и других болести.

### Употреба препарата
Велика примена бордовске чорбе је за воћарско-виноградарску произвидњу. Посебан значај има у борби против пламењаче где бакарна једињења имају велики значај за сузбијање гљивичних обољења. Винова лоза има велику површину листа што је погодно за настанак пламењаче, па је због тога потребно вршити третирања бордовском чорбом јако често. Каренца код стоних сорти на бордовску чорбу је око 21 дан, а код винских сорти је 28 дана.
При употреби бордовске чорбе треба бити опрезан поготово код млађих биљних ткива јер може изазвати ожеготине тј.опекотине. Иначе је безопасна за зељасте органе бројних врста биљака, има добру лепљивост, спорије се спира са третираних делова и обезбеђује трајнију заштиту, а може се без губитка ефикасности мешати са велики бројем инсектицидима. Све до половине овог века била је најуспешнији и највише коришћен бакарни фунгицид у свету.